# 20th Century Limited
La 20th Century Limited (20e siècle limitée) était un train de nuit express de passagers exploité par le New York Central Railroad (NYC) entre 1902 et 1967, période pendant laquelle il devient connu comme une « institution nationale » et annoncé comme « le train le plus célèbre dans le monde ». 

## Histoire
En 1909, le train parcourt les 1 600 km entre New York et Chicago en 18 heures. Les voitures Pullman d'origine en bois sont remplacées à partir de 1910 par des Pullman « poids lourd » tout-acier. La solidité de ces dernières doit avoir contribué à l'absence de décès lors d'un déraillement survenu en hiver 1912 sur les berges de la rivière Hudson. 
En 1916, le train comprend un barbier, des bains (frais et avec sel de mer), des voituriers, des femmes de chambre, des manucures, la transmission à distance des cours de la bourse, des lampes de lecture individuelles, des téléphones, des sténographes. 
Vers 1930, de nouvelles voitures sont commandées pour remplacer celles d'avant guerre. La voiture fourgon-barbier-buffet-salon (positionnée en tête) et celle de queue (comportant un buffet, deux chambres et deux salons, dont un avec plate-forme ouverte) ont été spécialement crées pour le 20th Century Ltd. 
À partir de 1938, des locomotives à vapeur de type Hudson au carénage en forme de torpille (conçu par Henry Dreyfuss) tirent le train. Une nouvelle rame de voitures aérodynamiques « poids léger » remplace les Pullman « poids lourd ». Les voitures du 20th Century Limited étaient éclairés avec des lampes fluorescentes, tout juste inventées. En plus de nouvelles voitures-lits all-room (sans dortoirs fermés par des rideaux), le train dispose de deux voitures salon, une en tête et une dans la voiture panoramique de queue, ainsi que des voitures-restaurant utilisées par deux et possédant chacune une cuisine et 38 places attablées. 
Les voitures de 1938 sont remplacées en 1948 tandis que des locomotives EMD E7, puis E8 se substituent à la locomotive à vapeur. 
La locomotive EMD E8 n° 4085 du New York Central Railroad a tracté le dernier 20th Century Limited en 1967.

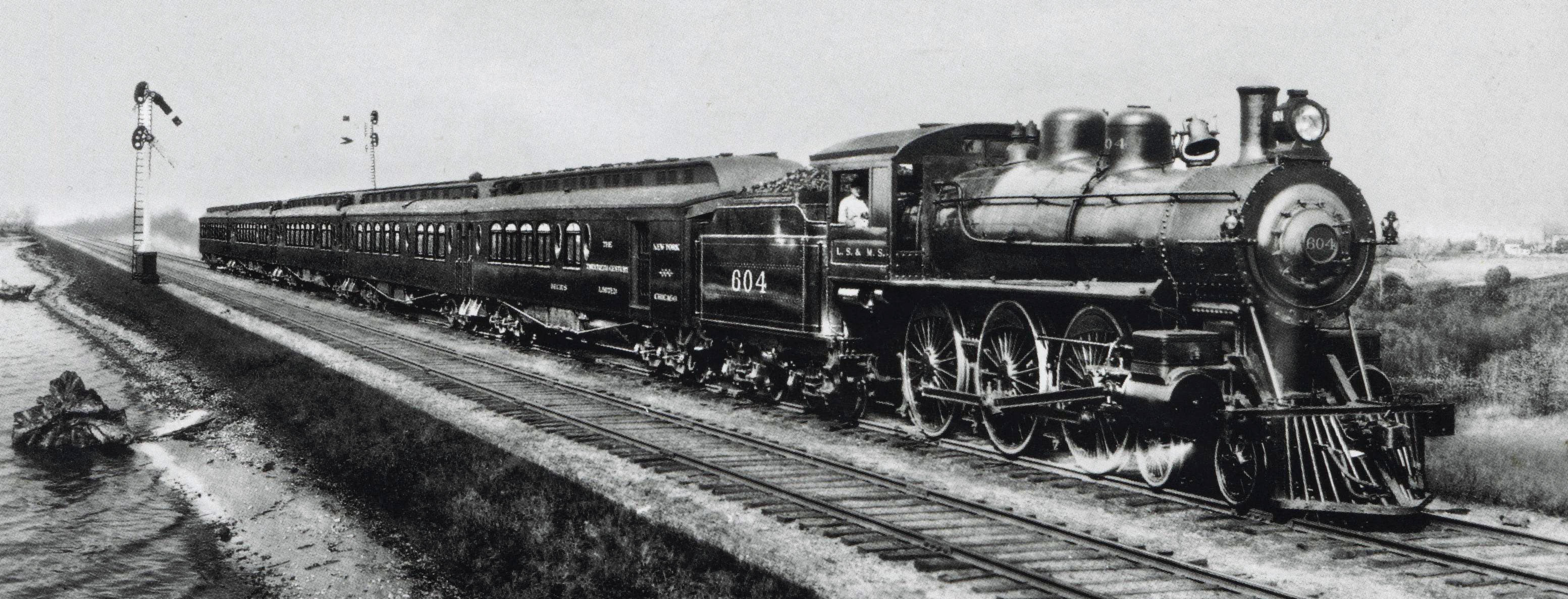
Train des origines, constitué de voitures à caisse en bois.
Déraillement de 1912.
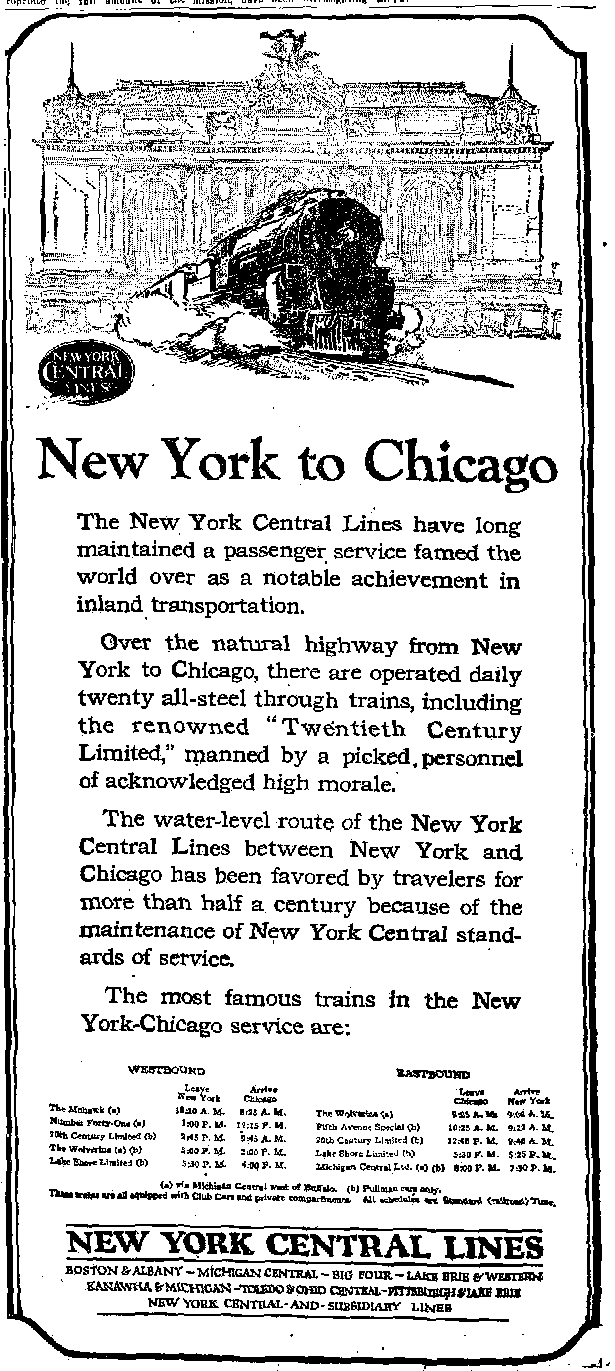
Encart publicitaire pour le train, d'un journal new-yorkais de 1921.
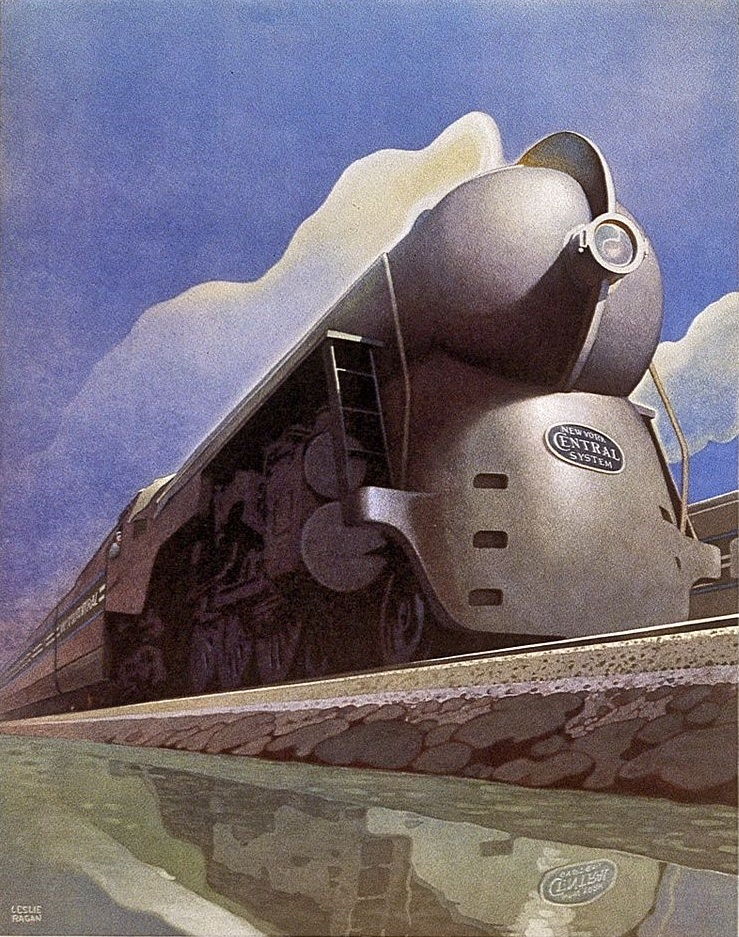
Affiche publicitaire de 1938.
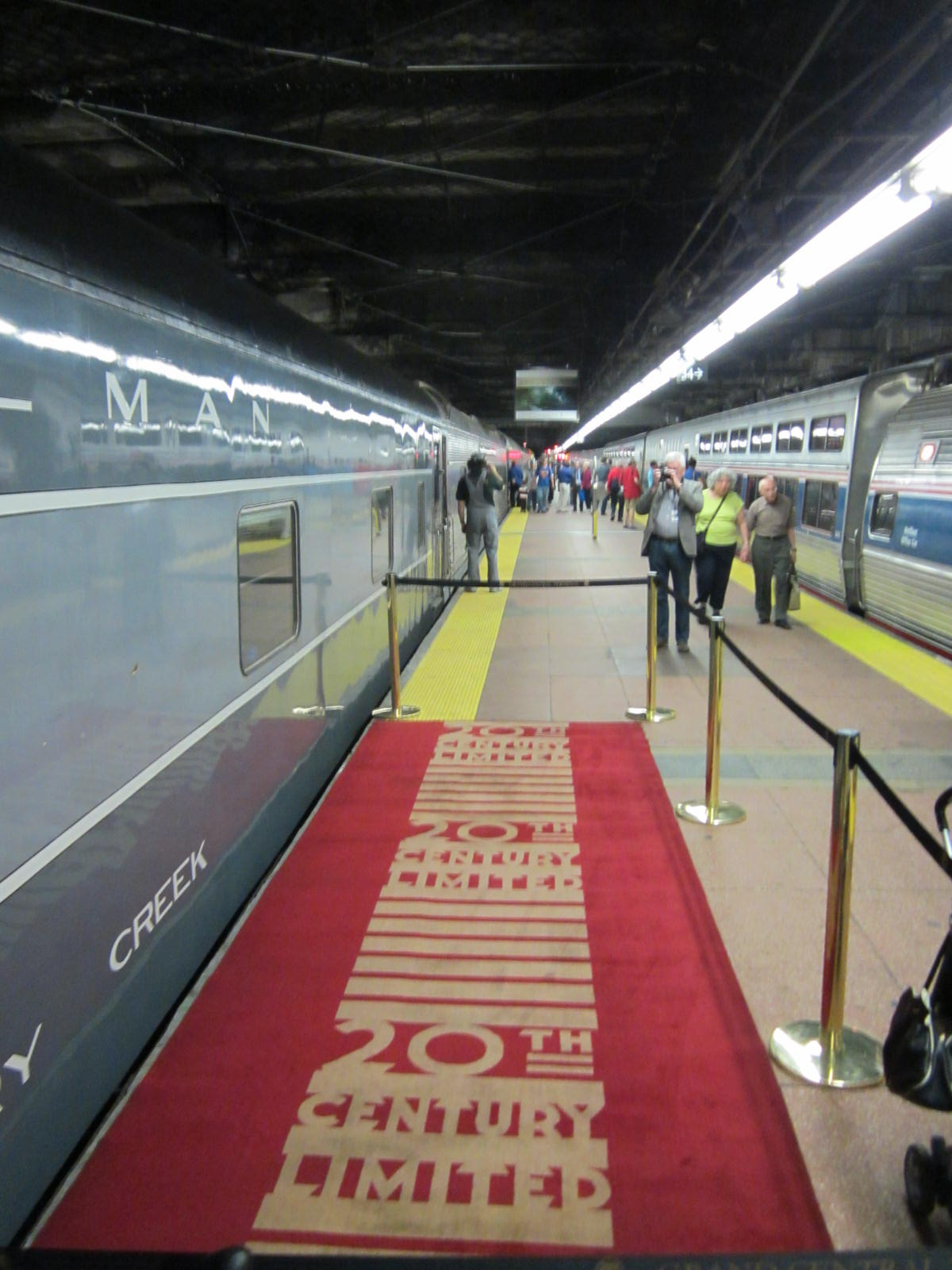
Une partie du tapis rouge du 20th Century Limited, à côté de la voiture d'observation (observation car) "Hickory Creek", quai 35 du Grand Central Terminal, qui se trouve de l'autre côté du quai de départ original du train (quai 34).
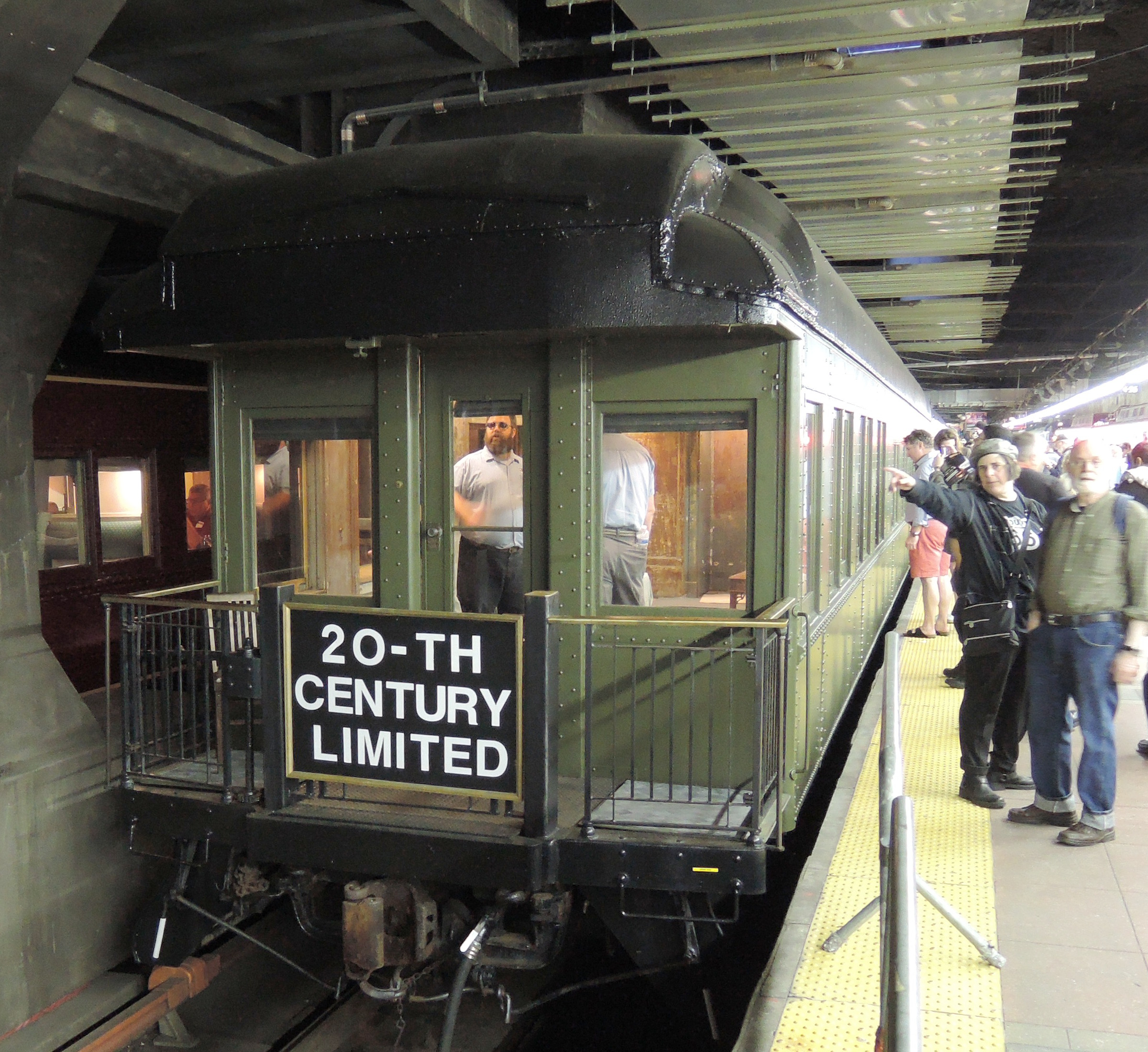
Obeservation car de 1930 "Tonawanda Valley".
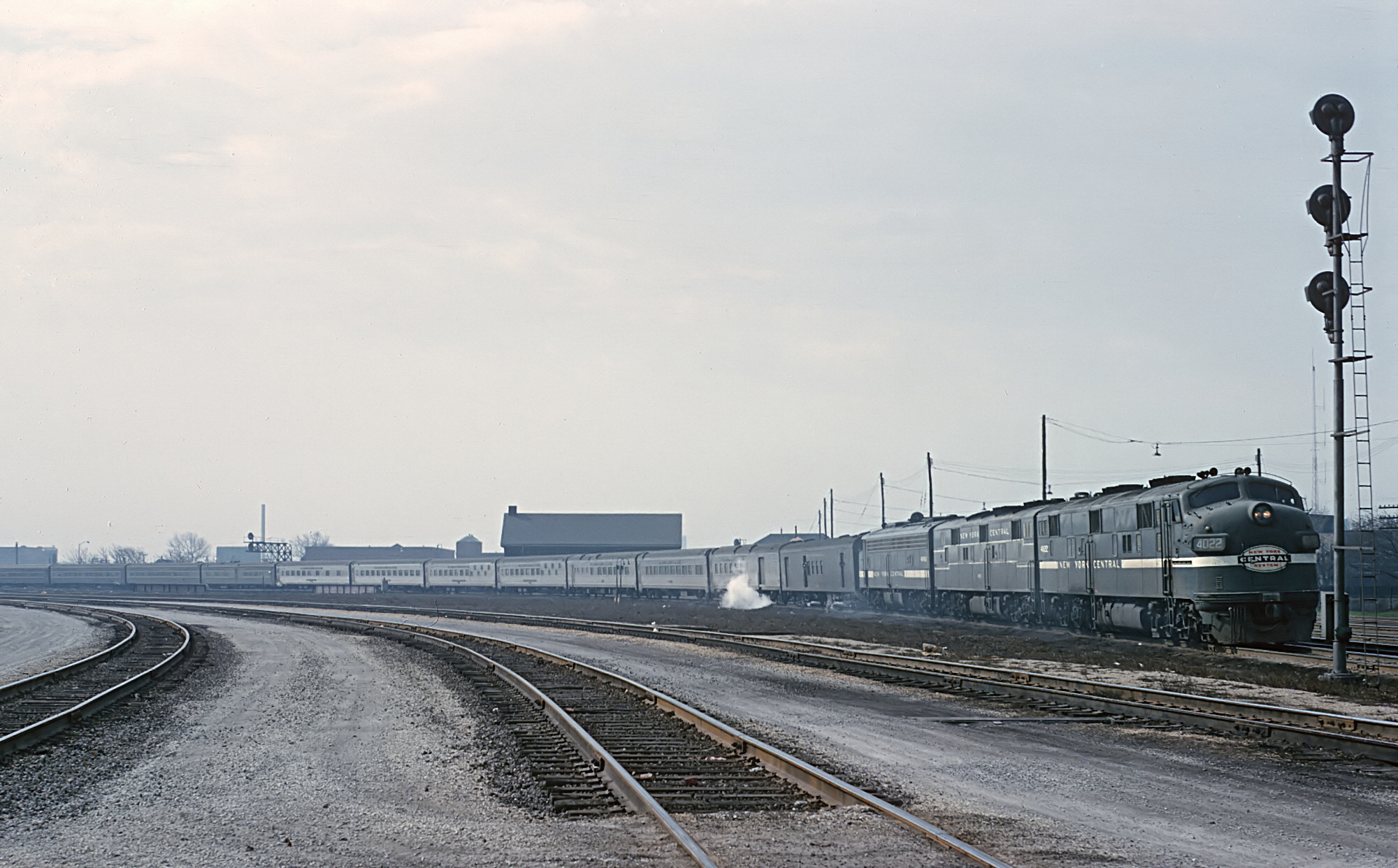
1965, remorqué par trois locomotives diesel.